# Câu chuyện đầu năm
"Câu chuyện đầu năm" là một bài hát được nhạc sĩ Hoài An sáng tác vào năm 1964, nói về dịp Tết cổ truyền và các phong tục ngày Tết Việt Nam trước năm 1975.

## Xuất xứ
Bài hát được nhạc sĩ Hoài An sáng tác và xuất bản vào năm 1964 trong nhóm 1000 bài ca hay của nhạc sĩ Duy Khánh, nói về ngày Tết và những phong tục trong ngày Tết Cổ truyền Việt Nam.
Sau này, ông cho ra một loạt các bài hát về mùa xuân, như Ngày xuân thăm nhau, Tâm sự ngày xuân,...Cho đến nay, cả ba bài hát trên đều rất nổi tiếng và được ưa thích cho đến ngày nay.

## Nội dung
Bài hát được viết theo điệu Habanera, nói về mùa xuân trước năm 1975.
Trên đường đi lễ xuân đầu năm

Qua một năm ruột rối tơ tằm

Năm mới nhiều ước vọng chờ mong

May nhiều rủi ít ngóng trông

Vui cùng pháo đỏ rượu hồng

## Ảnh hưởng
Hằng năm, cứ mỗi độ xuân về, bài hát được mọi người luôn luôn hát vào trong dịp Tết. Nhiều ca sĩ hải ngoại như Giao Linh, Thanh Tuyền, Phượng Mai, Chế Linh,...đã từng hát bài này, ca sĩ Như Quỳnh hát trong chương trình Paris By Night 76, và gần đây nhất là một số ca sĩ trẻ, như Đàm Vĩnh Hưng, Lệ Quyên, Trà Ngọc Hằng,...đã trình diễn bài này.
Mới đây, trên YouTube đã xuất hiện một bản Tiếng Anh của bài hát trên. Bài hát đã đặt cho rất nhiều tựa bìa đĩa CD và DVD, như ASIA CD381 : Câu Chuyện Đầu Năm, Yến Khoa Hải Ngoại 2 : Câu Chuyện Đầu Năm, Yêu Productions : Mạnh Hùng - Phi Nhung : Câu chuyện đầu năm, Asia Karaoke S41 : Câu chuyện đầu năm,...